# Aeropuerto de Ulukhaktok-Holman
El Aeropuerto de Ulukhaktok-Holman (del inglés: Ulukhaktok/Holman Airport) (IATA: YHI, OACI: CYHI) está ubicado en Ulukhaktok, Territorios del Noroeste, Canadá. Este aeropuerto fue abierto en diciembre de 1978 con la inauguración de la Emisora de Rasdio Comunitaria del Aeropuerto (Community Aerodrome Radio Station). Pero la pista de aterrizaje se utilizó ya antes de la inauguración oficial. 
La construcción de la pista de aterrizaje y las instalaciones conexas se inició en 1976 por Fred H. Ross & Asociados (ahora conocido como Kitnuna Corporation), de Cambridge Bay, Nunavut. Este aeropuerto está situado a 2 MN (3,7 km; 2,3 mi) al norte del pueblo y se construyó una vía de acceso fue construida para comunicarlos.

## Aerolíneas y destinos
- Kenn Borek Air
  -  Aklak Air
    - Inuvik /  Aeropuerto de Inuvik
- First Air
  - Kugluktuk /  Aeropuerto de Kugluktuk
  - Yellowknife /  Aeropuerto de Yellowknife